# 少足綱
少足綱（學名：Pauropoda），又名少腳綱、寡足亞綱，是多足亞門之下的一綱，但本綱的物種在數量及體型上都較其他多足類來得小，目前在全世界共發現了大約830個種，分屬於12個科，一般只有0.5-2.0毫米長，生活在富含腐植質的土壤中。
儘管外形比較接近蜈蚣，但其實少足綱可能與馬陸所屬的倍足綱是姊妹群：兩者的身體皆分節，而且在節與節之間有融合了的背板，有點類似倍足綱生物，只不過倍足綱生物節與節之間嵌合地更完整。然而，也有理論認為少足綱與綜合綱的親緣關係更為接近。

## 語源
本綱的學名源自希臘語字根的（少）及（足）。

## 特徵
少足綱動物的身體柔軟且分節，體型細小，長0.5至2毫米，體色通常為白至棕色。外骨骼薄而柔軟。初生的幼體有3或6對腳，腳的對數會隨著每次蛻皮而逐漸增加，成體有8到11對腳。牠們沒有眼睛，僅具有感光的偽眼區。觸角分節，且為獨特的雙分叉狀。僅六蠋䗃目的物種保有循環系統和氣管的構造。

## 生態
少足綱動物生活在鬆散透氣且富含有機質的土壤中，族群密度通常低於100隻/平方公尺。微小而柔軟的身軀讓牠們極為適於順著植物的根系或土壤的孔隙鑽動。其活動範圍遍及地下10~30公分處，甚至可達1公尺深，亦會在地表的落葉層、腐木、苔蘚或樹皮底下活動。偶爾會根據水分含量在土壤層中上下遷移。牠們以各種真菌、黴菌和腐植質為食，也會取食植物的根毛等組織的汁液。畏光，會遠離光源。其繁殖過程和其他多足類類似，沒有交配的過程：雄蟲會留下精莢給雌蟲撿拾，雌蟲再利用精莢受孕。

## 分佈

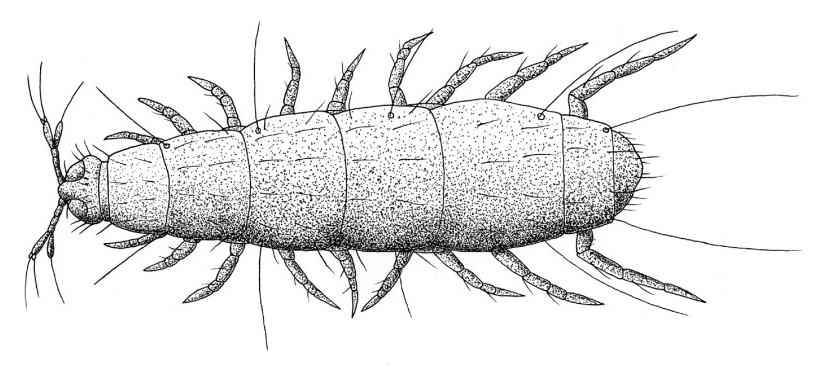
赫氏蠋（Pauropus huxleyi）

牠們分佈在熱帶及亞熱帶的叢林中。除了南極洲以外，在全世界所有大洲的腐植土中都可見。

## 分類
少足綱現時分為兩目共13個科，分別如下：
- 六蠋䗃目 Hexamerocerata：又稱六少足目
  - 千蠋䗃科 Millotauropodidae ：又稱千少足科
- 四蠋䗃目 Tetramerocerata：又稱四少足目
  - 阿富烛䗃科 Afrauropodidae
  - 雙少足科 Amphipauropodidae
  - 南半球少足科 Antichtopauropodidae
  - 短蠋䗃科 Brachypauropodidae：又稱短少足科
  - 科林那少足科 Colinauropodidae
  - 倍少足科 Diplopauropodidae
  - 列少足科 Eirmopauropodidae
  - 廣蠋䗃科 Eurypauropodidae：又稱廣少足科
  - 漢氏少足科 Hansenauropodidae
  - 蠋䗃科 Pauropodidae：又稱少足科
  - 聚少足科 Polypauropodidae
  - 球少足科 Sphaeropauropodidae